# ديفيد كوبورن (ممثل)
ديفيد كوبورن (بالإنجليزية: David Coburn)‏ مواليد 31 أكتوبر 1969 في لوس أنجلوس، هو ممثل أمريكي بدأ مسيرته الفنية سنة 1978.

## الأعمال
- ون داي آت أتايم
- حقائق الحياة
- ديفرنت ستروكس
- السيارة العجيبة
- فرسان الكوكب
- الدليل
- مان هانت
- جراند ثفت أوتو: سان أندرياس
- بيوند: تو سولز

## روابط خارجية
- ديفيد كوبورن على موقع IMDb (الإنجليزية)
- ديفيد كوبورن على موقع ألو سيني (الفرنسية)
- ديفيد كوبورن على موقع ألو سيني (الفرنسية)
- ديفيد كوبورن على موقع أول موفي (الإنجليزية)
- ديفيد كوبورن على موقع قاعدة بيانات الأفلام السويدية (السويدية)
- ديفيد كوبورن على موقع قاعدة بيانات الفيلم (الإنجليزية)
- ديفيد كوبورن على موقع كينوبويسك (الروسية)